# Bembidion grapii
Bembidion grapii (лат.) — вид субарктических мелких жужелиц из подсемейства Trechinae. Гренландия, Северная Европа: Исландия, Фенноскандия, северная Россия. Северная Америка: Ньюфаундленд. Один из немногих видов жуков, обитающих на острове Гренландия (и один из двух видов жужелиц, представляющих там это крупное семейство). Мелкие быстро бегающие наземные жуки. Длина тела 4—4,5 мм. Голова, пронотум и надкрылья блестящие, чёрные. Боковые края пронотума S-образные.
Полиморфный вид, чьи задние крылья варьируют у разных особей от полностью развитых до остаточных в виде рудиментарных чешуек. Выделяют 4 главных типа крыльев: a, b, c, d. Первые два типа более менее полнокрылые (хотя данных о полётах их обладателей нет), а два последних типа брахиптерные. Именно короткокрылые формы встречаются в Гренландии. Высказывается две гипотезы существования двух таких основных форм. По одной это связывают с возрастом популяции (в старых сообществах преобладают брахиптерные особи). По другому предположению, это связано с температурным влиянием. В Гренландии чаще обнаруживается под камнями в ксерофильных биотопах с произрастанием таких видов как лисохвост Alopecurus alpinus, мятлики видов Poa abbreviata и Poa glauca, дрёма вида Melandrium triflorum, ясколка вида Cerastium alpinum (из семейства гвоздичные). Наивысшая точка обнаружения на высоте 580 м. В южной половине Гренландии встречается четыре вида жужелиц, кроме Bembidion grapii ещё и Nebria rufescens Strom, Patrobus septentrionis Dejean и Trichocellus cognatus (Gyllenhal) и эндемичный для острова жук-стафилин Atheta groenlandica.